# Genevieve Cogman

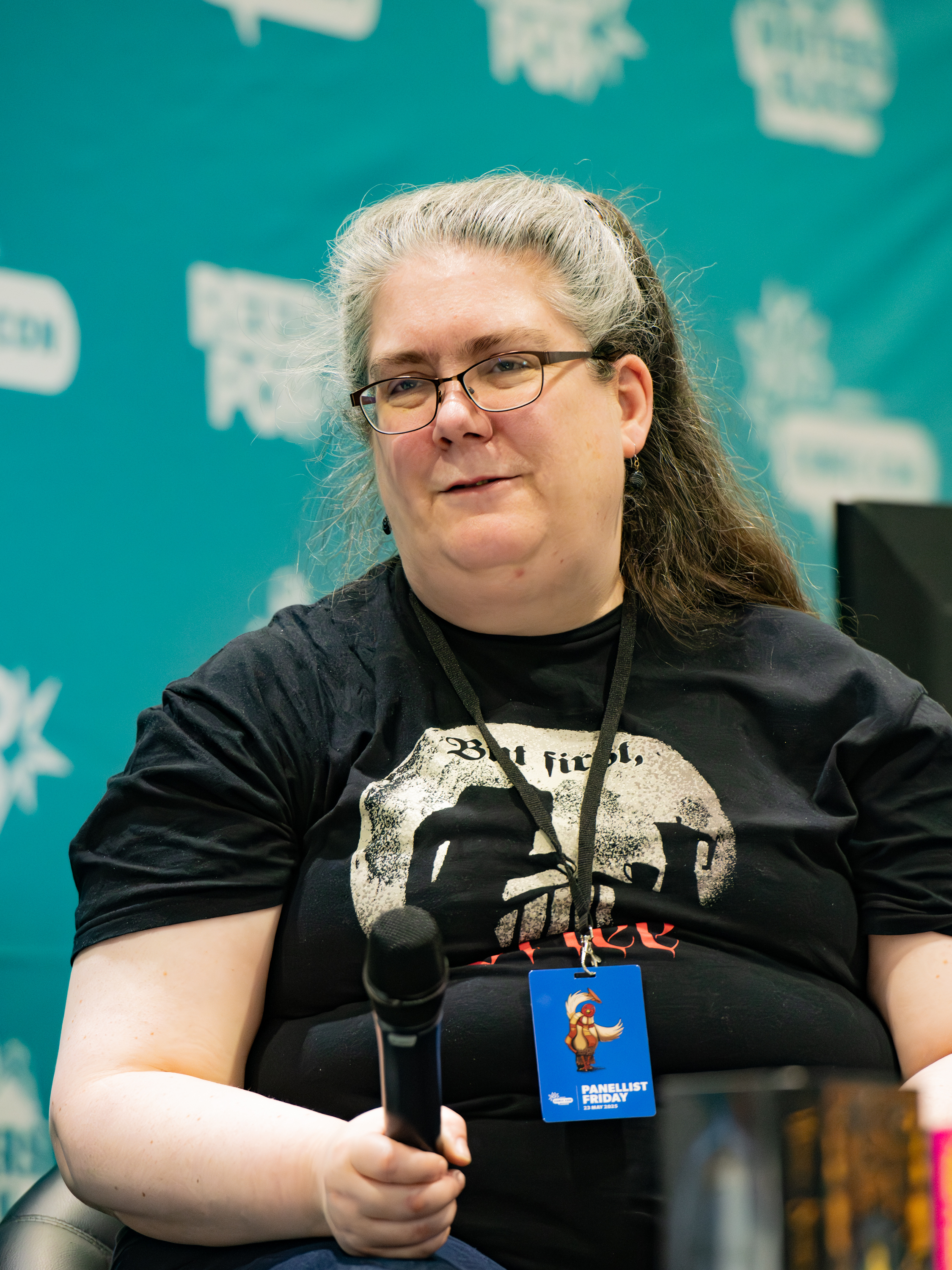
Genevieve Cogman (2025)

Genevieve Cogman ist eine britische Autorin von Fantasy-Romanen und Rollenspielen.

## Leben
Sie arbeitete als Autorin unter anderem mit an In Nomine und GURPS von Steve Jackson Games, Orpheus und Exalted von White Wolf und The Dresden Files von Evil Hat Productions.
Ihr Debütroman, The Invisible Library, erstes Buch einer gleichnamigen Reihe, erschien im Januar 2015. Das zweite Buch der Reihe, The Masked City, folgte im Dezember des gleichen Jahres, der dritte Band, The Burning Page, erschien im Dezember 2016. Im Dezember 2017 erschien der vierte Band, The Lost Plot. The Mortal Word erschien als fünfter Band im Dezember 2018. 2018 erwarb Ace and Roc Books die Rechte für drei weitere Fortsetzungen, die 2019, 2020 und 2021 erschienen. Deutsche Übersetzungen der ersten acht Bände erschienen bei Bastei Lübbe. In der Reihe werden zahlreiche Elemente der Fantasyliteratur wie Drachen, Elfen, Vampire, Werwölfe und Magie verwendet, aber auch Anklänge der Steampunk-Ästhetik finden sich darin. Sie erzählt die Abenteuer der Bibliothekarin Irene, die für eine mysteriöse, außerhalb von Raum und Zeit existierende Bibliothek Bücher in alternativen Realitäten sucht.
Die Autorin kündigte auf ihrer Homepage eine neue Fantasy-Trilogie an, die in der Zeit der französischen Revolution spielt. Der erste Band mit dem englischen Titel Scarlet erschien im Mai 2023, der zweite Band folgt im Februar 2025.
Cogman hat einen Master-Abschluss in medizinischer Statistik und lebt im Norden Englands.

## Werke

### Die Unsichtbare Bibliothek
1. Genevieve Cogman: Die unsichtbare Bibliothek. Bastei Lübbe, 2015, ISBN 978-3-404-20786-2 (englisch: The Invisible Library. 2014. Übersetzt von Arno Hoven).
2. Genevieve Cogman: Die maskierte Stadt. Bastei Lübbe, 2016, ISBN 978-3-404-20803-6 (englisch: The Masked City. 2015. Übersetzt von Arno Hoven).
3. Genevieve Cogman: Die flammende Welt. Bastei Lübbe, 2017, ISBN 978-3-404-20844-9 (englisch: The Burning Page. 2016. Übersetzt von André Taggeselle).
4. Genevieve Cogman: Das dunkle Archiv. Bastei Lübbe, 2018, ISBN 978-3-404-20903-3 (englisch: The Lost Plot. 2017. Übersetzt von André Taggeselle).
5. Genevieve Cogman: Das tödliche Wort. Bastei Lübbe, 2019, ISBN 978-3-404-20956-9 (englisch: The Mortal Word. 2018. Übersetzt von Arno Hoven).
6. Genevieve Cogman: Die verborgene Geschichte. Bastei Lübbe, 2020, ISBN 978-3-404-20972-9 (englisch: The Secret Chapter. 2019. Übersetzt von Arno Hoven).
7. Genevieve Cogman: Das geheime Gewölbe. Bastei Lübbe, 2021, ISBN 978-3-404-20977-4 (englisch: The Dark Archive. 2020. Übersetzt von Arno Hoven).
8. Genevieve Cogman: Das verbotene Kapitel. Lübbe, 2022, ISBN 978-3-404-20982-8 (englisch: The Untold Story. 2021. Übersetzt von Arno Hoven).

### Die Liga des Scarlet Pimpernel
1. Genevieve Cogman: Scarlet. Lübbe, 2024, ISBN 978-3-404-19288-5 (englisch: Scarlet. 2023. Übersetzt von Arno Hoven).
2. Genevieve Cogman: Eleanor. Lübbe, 2025, ISBN 978-3-404-19434-6 (englisch: Elusive. 2024. Übersetzt von Arno Hoven). Erscheint am 28.02.2025.[11]